# Houari Boumédienne
Houari Boumédienne bio je predsjednik Revolucionarnog vijeća Alžira od 1965. do 1976., a nakon toga drugi predsjednik Alžira do svoje iznenadne smrti 1978. 
O životu Boumédiènnea zna se vrlo malo; osporava se čak i godina njegovog rođenja. Većina izvora navodi 1932. i Héliopolis kao datum i mjesto njegovog rođenja, ali drugi kažu da je rođen u Guelmi 23. kolovoza 1927. ili u Clauzelu kraj Guelme 23. kolovoza 1927. ili 16. kolovoza 1925. 
Godine 1978. njegovi su nastupi postajali sve rjeđi. Nakon što je 39 dana proveo u komi, umro je u Alžiru od rijetke bolesti krvi, Waldenströmove makroglobulinemije, nakon neuspješnog liječenja u Moskvi. Glasine o njegovom atentatu ili otrovanju povremeno su se pojavljivale u alžirskoj politici, posebno nakon što su još dvojica sudionika događaja iz Alžirskog sporazuma iz 1975. godine, šah i njegov ministar suda Asadollah Alam, također umrli od iste rijetke bolesti. Smrt Boumédiènea ostavila je vakuum moći u Alžiru koji se nije mogao lako popuniti; niz vojnih konklava na kraju se složio zaobići konkurentske lijeve i desne kandidate i odrediti najvišeg ranga vojnog časnika, pukovnika Chadlija Bendjedida, kao kompromisni odabir.